# The Cord of Life
The Cord of Life é um filme mudo de curta metragem estadunidense, do gênero dramático, lançado em 1909, dirigido por D. W. Griffith.

## Elenco
- Charles Inslee
- Marion Leonard
- George Gebhardt
- Linda Arvidson
- Dorothy Bernard
- Clara T. Bracy
- John R. Cumpson
- Charles K. French
- Charles Gorman
- Guy Hedlund
- Anita Hendrie
- Arthur V. Johnson
- Florence Lawrence
- Adolph Lestina
- David Miles
- Gertrude Robinson
- Mack Sennett
- Harry Solter
- Dorothy West